# Mord im Pfarrhaus (1970)
Mord im Pfarrhaus ist ein deutsches Fernsehspiel des ZDF von 1970. Es handelt sich um eine Fernseh-Inszenierung des Kriminalstücks The Murder at the Vicarage von Moie Charles und Barbara Toy, das seinerseits eine Adaption des gleichnamigen Romans von Agatha Christie darstellt – Christies ersten Romans mit der Hobbydetektivin Miss Marple.

## Handlung
Der Pfarrer eines englischen Dorfes hat in seinem Arbeitszimmer einen Termin mit dem Vorstand seiner Kirchengemeinde, einem Oberst, weil Gelder aus der Kollekte verschwunden sind. Doch noch bevor sich die beiden treffen, wird Lawrence telefonisch weggerufen, und während der Oberst allein im Arbeitszimmer des Pfarrers wartet, wird er von hinten erschossen.
Niemand konnte den Oberst so recht leiden: weder der Pfarrer und seine Frau Griselda, noch der Hilfspfarrer Ronald Hawes, noch Anne, die Frau des Obersts, oder seine Tochter Virginia. Als der Arzt den Todeszeitpunkt festgestellt hat und Inspektor Slack die Situation zu rekonstruieren versucht, legt einer der Verdächtigen plötzlich ein Geständnis ab: Der Maler Lawrence Redding, der sein Atelier im Garten des Pfarrhauses hat, behauptet, durch die offene Verandatür gekommen, mit dem Oberst in Streit geraten zu sein und ihn erschossen zu haben. Sein Motiv sei, dass er ein Verhältnis mit der Frau des Obersts habe. Diese kommt kurz darauf hinzu und behauptet ebenfalls, den Mord begangen zu haben. Durch Zeugenaussagen der Hausangestellten Mary und der Nachbarin Miss Marple zeigen sich jedoch in beiden Geschichten Unstimmigkeiten: Lawrence wurde zur Tatzeit woanders gesehen, und Anne ging zwar um diese Zeit zum Pfarrhaus, jedoch ohne Waffe und ohne Tasche, in der die Waffe hätte versteckt sein können.
Daraufhin geraten mehrere andere Personen in Verdacht, darunter der Hilfspfarrer Hawes, der bei der Nachricht vom Tod des Obersts äußerte, dass jeder Sünder seine Strafe bekomme. Zudem wirkte er in letzter Zeit häufig sehr nervös und krank. Lawrence findet in einem Zwiegespräch mit Hawes heraus, dass dieser die Gelder aus der Kollekte veruntreut hat. Er überzeugt Hawes, einen Geständnisbrief an den Pfarrer auf dessen Schreibtisch zu hinterlassen. Gegen Hawes’ starke Kopfschmerzen gibt Lawrence ihm eine Überdosis Schmerzmittel, worauf dieser beim Verfassen des Briefes zusammenbricht. Für jeden Außenstehenden muss es so aussehen, als habe er sich aus Scham über die Veruntreuung das Leben genommen. Die hinzukommende Miss Marple fällt jedoch nicht auf ihn herein. Sie findet heraus, dass Lawrence seinen Revolver in einem Pflanzenkübel auf der Veranda des Pfarrhauses versteckt hatte, wo Anne ihn später an sich nehmen und ihren Mann erschießen konnte.
Als Anne den bewusstlosen Hilfspfarrer sieht, wird sie wütend auf Lawrence, da dieser für ihrer beider gemeinsame Zukunft anscheinend einen weiteren Menschen getötet hat. Lawrence bedroht mit dem Revolver Miss Marple, den hinzukommenden Pfarrer und dessen Frau. Anne versucht, ihm den Revolver zu entwinden, wobei er sie erschießt.

## Produktion
Der Film ist eine ZDF-Produktion und wurde im Fernsehstudio München gedreht. Er wurde am 21. November 1970 zum ersten Mal ausgestrahlt. 2012 wurde er auf DVD veröffentlicht.

## Rezeption
„[D]ass aus ‚Miss‘ Marple ein ‚Fräulein‘ Marple wurde […] ist nicht nur gewöhnungsbedürftig, sondern symbolhaft für einen Film, der sich grundsätzlich zwar eng an die Geschichte hielt, dabei aber die Atmosphäre des Ursprungsmaterials zu keiner Zeit einfangen kann. […] Hier wirkt nichts natürlich, weder Schauort noch Figuren, Dialoge und Darstellungen sind holprig. Und dann wäre da noch die Fehlbesetzung der Marple: Inge Langen ist als Frau in den Mittvierzigern einige Jahrzehnte zu jung, ihre Figur wirkt wie eine furchtbar unsympathische Schullehrerin, die allen ihre Meinung aufdrückt. […] Es fehlen die Ereignisse, welche einen ans Geschehen fesseln, trotz einiger Ablenkungsmanöver. All dies zusammen führt dazu, dass Mord im Pfarrhaus eine der schlechtesten Agatha-Christie-Filme überhaupt ist – langweilig, konstruiert, lieblos.“